# 公園路 (台中市區)
公園路為台灣台中市接續道路之一，大致呈相東南—西北向，不分段，北至五權路接連中清路一段，至雙十路轉東西向接公園東路，終點抵達復興路五段。

## 行經行政區域
（由北至南）
- 北區
- 中區
- 東區

（公園路為中區、北區的區界）

## 車道配置

### 公園路
- 大雅路─光大街：北向三車道；南向二車道
- 光大街─柳川西路：雙向二車道
- 柳川西路─中華路：雙向二車道，並配置雙向慢車道
- 中華路─興中街：雙向二車道，並配置雙向快慢車道及快慢車道分隔島
- 興中街─平等街：雙向二車道，並配置雙向慢車道
- 平等街─自由路：雙向四車道
- 自由路─雙十路：雙向二車道

### 公園東路
- 全線配置雙向二車道

## 本道路客運
臺中市公車
興中街往三民路：8、14、15、16、132
自由路往三民路：41、142、159、163、168、169
自由路與三民路間雙向：29、105、158

## 沿線設施
（由北至南）

### 公園路
| | |
| 五權路、中清路一段 柳川 - 中華路夜市 - 真耶穌教會台中教會 - 萬代福影城 - 三信商業銀行營業部 三民路二段 - 台中公園 - 臺中市中區光復國民小學 自由路二段 - 日曜天地OutletSUNSHINE - 台中公園快捷假日飯店Holiday Inn Express （页面存档备份，存于） - 台灣電力公司台中區營業處 - 中華郵政公園路郵局 - 合作金庫銀行中興分行 雙十路 | 公園眼科 - 干城重劃區 - 干城轉運站 - 國防部福利總處台中福利站舊址 - 台中建國市場臨時市場 - 干城跳蚤二手市場 復興路五段 |